# Laurel (Indiana)
Laurel è un comune degli Stati Uniti d'America, situato nello Stato dell'Indiana, nella contea di Franklin.